# Naldo Kwasie
Naldo Kwasie (20 de abril de 1986) es un futbolista surinamés que juega en la posición de defensa. Su actual equipo es el Inter Moengotapoe, de la Primera división de Surinam.

## Carrera profesional
Kwasie jugó en dos clubes de Surinam; el S.V. Transvaal de 2009 a 2011 y el Inter Moengotapoe a partir de 2011.

## Selección nacional
Kwasie es internacional con la selección de Surinam donde ha jugado en 27 oportunidades (dos goles anotados). Participó en los seis encuentros de su país en la clasificación al Mundial de 2014.

## Palmarés

### Campeonatos nacionales
| N.º | Título                      | Club              | País    | Temporada / Año |
| --- | --------------------------- | ----------------- | ------- | --------------- |
| 1   | Copa de Surinam             | Inter Moengotapoe | Surinam | 2012            |
| 2   | Supercopa                   | Inter Moengotapoe | Surinam | 2012            |
| 3   | Primera división de Surinam | Inter Moengotapoe | Surinam | 2012-13         |
| 4   | Supercopa                   | Inter Moengotapoe | Surinam | 2013            |
| 5   | Primera división de Surinam | Inter Moengotapoe | Surinam | 2013-14         |